# 上越ケーブルビジョン
上越ケーブルビジョン株式会社（じょうえつケーブルビジョン、通称JCV）は、新潟県上越市と妙高市が出資する第三セクターのケーブルテレビ局である。
また超短波放送（FM放送）の特定地上基幹放送事業者でもある。

## 概要
ケーブルテレビ網を利用したインターネット接続サービス、IP電話サービスも行っている。インターネット接続サービスは上越ケーブルビジョンのエリアに加えて、行政直営である上越市三和区、安塚区、吉川区および能生ケーブルテレビ（糸魚川市能生地域）にも上位回線事業者として提供している。
2006年3月末現在、放送加入数は36,450世帯、エリア内普及率65%。
2007年10月1日、新潟県内のエヌ・シィ・ティ、三重県のシー・ティー・ワイとの経営統合を行い、民間資本は共同持株会社の株式会社CCJのみとなる。

## 本社・支局
- 本社
  - 新潟県上越市西城町二丁目2番27号
- 新井支局
  - 新潟県妙高市上町9番8号
- 頸北支局
  - 新潟県上越市大潟区土底浜1050番地1
- JCVネットヘルプデスク
  - 新潟県上越市本町五丁目5番9号（ランドビル1階）
- 東京情報センター
  - 東京都千代田区有楽町2-10-1 東京交通会館4階　東京情報センター内にもスタジオが設置され、テレビ・コミュニティFM番組の放送を行っている[2]。

## サービスエリア

### 南部
- 新潟県上越市（北陸自動車道以南、板倉区）
- 新潟県妙高市（斑尾高原地区を除く）
※ 斑尾高原地区は、長野県飯山市にあるケーブルテレビ局「iネット飯山」のサービスエリアとなっている。

### 北部
- 新潟県上越市（北陸自動車道以北、大潟区、頸城区）

## 放送チャンネル

### 地上波系列別再送信局
| NHK-G       | NHK-E       | NNN        | ANN          | JNN      | FNN               |
| ----------- | ----------- | ---------- | ------------ | -------- | ----------------- |
| NHK新潟総合 | NHK新潟教育 | テレビ新潟 | 新潟テレビ21 | 新潟放送 | NST新潟総合テレビ |

### テレビ
| デジタル  | 放送局                                                                      |
| --------- | --------------------------------------------------------------------------- |
| 011-012   | NHK新潟総合                                                                 |
| 021-023   | NHK新潟教育                                                                 |
| 041-042   | TeNYテレビ新潟                                                              |
| 051-052   | UX新潟テレビ21                                                              |
| 061-062   | BSN新潟放送                                                                 |
| 081-082   | NST新潟総合テレビ                                                           |
| 111       | JCVコミュニティーチャンネル （サイエンスチャンネル/ケーブル屋おとりよせ便） |
| 112       | JCV文字放送（緊急放送/市議会中継）                                          |
| 113       | JCV道路情報/ウェザーニューズ                                                |
| 114       | 妙高チャンネル(妙高市エリアのみ)                                            |
| 121       | ジェイミータッチ                                                            |
| 122       | JCV情報チャンネル                                                           |
| 123       | JCV屋上カメラ                                                               |
| BS101-102 | NHK BS                                                                      |
| BS141-143 | BS日テレ                                                                    |
| BS151-153 | BS朝日                                                                      |
| BS161-163 | BS-TBS                                                                      |
| BS171-173 | BSテレ東                                                                    |
| BS181-183 | BSフジ                                                                      |
| BS191     | WOWOWプライム                                                               |
| BS192     | WOWOWライブ                                                                 |
| BS193     | WOWOWシネマ                                                                 |
| BS200     | BS10                                                                        |
| BS201     | BS10スターチャンネル                                                        |
| BS211     | BS11                                                                        |
| BS222     | TwellV                                                                      |
| BS231-232 | 放送大学テレビ                                                              |
| BS234     | グリーンチャンネル                                                          |
| BS236     | BSアニマックス                                                              |
| BS242     | J SPORTS 1                                                                  |
| BS243     | J SPORTS 2                                                                  |
| BS244     | J SPORTS 3                                                                  |
| BS245     | J SPORTS 4                                                                  |
| BS251     | BS釣りビジョン                                                              |
| BS252     | WOWOWプラス                                                                 |
| BS255     | 日本映画専門チャンネル                                                      |
| BS256     | ディズニー・チャンネル                                                      |
| BS265     | BSよしもと                                                                  |
| BS531     | 放送大学ラジオ                                                              |
| BS4K101   | NHK BSプレミアム4K                                                          |
| BS8K102   | NHK BS8K                                                                    |
| BS4K141   | BS日テレ 4K                                                                 |
| BS4K151   | BS朝日 4K                                                                   |
| BS4K161   | BS-TBS 4K                                                                   |
| BS4K171   | BSテレ東 4K                                                                 |
| BS4K181   | BSフジ 4K                                                                   |
| BS4K211   | ショップチャンネル 4K                                                       |
| BS4K221   | 4K QVC                                                                      |
| C212      | GAORA SPORTS                                                                |
| C217      | ゴルフネットワーク                                                          |
| C218      | 日テレジータス                                                              |
| C223      | V☆パラダイス                                                                |
| C225      | 東映チャンネル                                                              |
| C226      | 衛星劇場                                                                    |
| C230      | ファミリー劇場                                                              |
| C231      | スーパー!ドラマTV                                                           |
| C233      | Dlife                                                                       |
| C234      | 時代劇専門チャンネル                                                        |
| C235      | LaLa TV                                                                     |
| C236      | アニマルプラネット                                                          |
| C239      | ディズニーチャンネル                                                        |
| C240      | カートゥーン ネットワーク                                                   |
| C242      | キッズステーション                                                          |
| C243      | ディズニー・ジュニア                                                        |
| C244      | アニメシアターX                                                             |
| C245      | テレ朝チャンネル1                                                           |
| C250      | CNNj                                                                        |
| C251      | 日経CNBC                                                                    |
| C252      | 日テレNEWS24                                                                |
| C255      | ヒストリーチャンネル                                                        |
| C259      | ナショナルジオグラフィックチャンネル                                        |
| C261      | MUSIC ON! TV                                                                |
| C262      | スペースシャワーTV                                                          |
| C270      | 囲碁・将棋チャンネル                                                        |
| C271      | ショップチャンネル                                                          |
| C272      | QVC                                                                         |
| C280      | MONDOTV                                                                     |
| C281      | フジテレビTWO                                                               |
| C282      | フジテレビONE                                                               |
| C283      | ザ・シネマ                                                                  |
| C285      | グリーンチャンネル                                                          |
| C286      | グリーンチャンネル2                                                         |
| C287      | レジャーチャンネル                                                          |
| C290      | プレイボーイチャンネル                                                      |
| C291      | チャンネル・ルビー                                                          |
| C292      | レインボーチャンネル                                                        |
| C293      | ミッドナイトブルー                                                          |

- デジタルTVはi-HITSを使用している。
- BSデジタル放送は別途アップコンバータを使うと、市販の対応テレビ・録画機器でも視聴することができる。
- テレビ東京の区域外再放送は、デジタル放送が2011年3月開始[3]し2014年7月24日終了[4]した。デジタルについては視聴習慣を考慮し激変緩和措置として実施していた。尚、群馬テレビの区域外再放送は実施していない。
  - テレビ東京は、新潟県内で唯一再送信を実施していた。テレビ東京のデジタル23chと同一のチャンネルを、新潟テレビ21（テレビ朝日系列）のデジタル親局が利用しているため、新潟県内の大部分の地域で受信ができないことが原因であった。なお、受信点は妙高市西野谷地区にある。
- アナログ放送はデジアナ変換により2015年3月31日まで実施。

### ラジオ（ケーブルＦＭ）
| MHz  | 放送局            |
| ---- | ----------------- |
| 76.7 | FM-J エフエム上越 |
| 79.4 | TOKYO FM          |
| 81.2 | FM-NIIGATA        |
| 83.6 | NHK新潟FM         |
| 84.1 | J-WAVE            |
| 88.8 | FMみょうこう      |
| 89.7 | InterFM           |

　地デジ化によるテレビも含めたチャンネル再編成前までの再送信FMラジオ局は以下の通り
　TOKYO FM・FM-NIIGATA・NHK新潟FM・FM群馬だった。

## コミュニティチャンネル
- デジタル111ch

### 放送中の番組
- 『ニュース Link』（ローカルニュース番組、月～金更新(祝日除く)、翌週には『先週の出来事』として総集編が放送される)
- 『朝ナビ！』（ローカル情報番組、月～金　下記「おはよう上越」を発展させた全時間帯生放送番組で、いずれもJCVが運営しているFMじょうえつ・FMみょうこう・「上越妙高タウン情報」サイトでも同時放送されている)
- 『ポテトおいしい60分』（ローカルバラエティー情報番組、隔週更新、出演者・三遊亭白鳥）
- 『MJインフォメーション』（ローカル情報番組、日曜更新）
- 『くびき野みんなのテレビ局』（市民製作番組）
- 『子育て応援団』（育児番組、日曜更新）
- 『JCVスペシャル』（イベント紹介）
- 『わいど120分』（上越地域の各種イベント・演奏会・講演会などの放映）
- 『わが町の妙高いちばん』(妙高市エリアのみ)
- 『信越トライウォーク』（上信越地域8局共同制作番組）

### 過去の番組
- 『おはよう上越』（ローカル情報番組、1時間番組だが、15分ごとに同一内容の情報を更新していた。月～金更新(祝日除く)また同局が運営しているコミュニティFM局のFMみょうこうでも同時放送されていた)
- 『つばめステーション』（ローカルニュース番組、月～金更新、キャスター・北井さくら）
- 『エリアレポート』

## コミュニティFM放送
上越ケーブルビジョンはコミュニティFMも直営で運営している。
2015年に妙高市にてFMみょうこうを開局させた。
2021年、経営難であった上越市の第三セクターであったエフエム上越について、保有資産を無償譲渡、および放送免許も譲渡し、同年4月1日より運営することが発表された。これにより、史上初の1社がコミュニティ放送局の免許を2つ保有し、2波による放送を行う1局2波体制のコミュニティFM局となる。

### FMみょうこう
FMみょうこうの愛称で妙高市の一部地域を放送区域とするコミュニティ放送をしている。「ジェイシーブイみょうこうエフエム」は、同社が妙高市の一部地域で保有する特定地上基幹放送局の呼出名称ある。2015年（平成27年）開局。新潟県内で有線テレビジョン放送事業者が免許人となるのは初である。演奏所（スタジオ）は妙高市学校町に、送信所は新潟県妙高市上町9番8号に設置。インターネット配信はFM++による。コミュニティチャンネルとサイマル放送する番組もある。
自主製作番組がない時間はミュージックバードから配信される番組を放送していたが、2022年3月31日に終了。翌4月1日からJ-WAVEによる配信を開始。
沿革
- 2015年（平成27年）
  - 6月5日 - 特定地上基幹放送局の予備免許取得[7]
  - 12月11日 - 日本コミュニティ放送協会に加盟[8]
  - 12月14日 - 特定地上基幹放送局の免許を取得[9]し開局[10]、FM++によるインターネット配信開始[11]

### FMじょうえつ FM-J
経営統合以前についてはエフエム上越の記事を参照。経営統合と同時に、読みはそのままに愛称が「FMじょうえつ」に表記が改められた。FM-Jの略称は継続して使用している。
インターネット配信はFMみょうこうと異なり、JCBAインターネットサイマルラジオにて行われている。
番組もFMみょうこうとは別々のタイムテーブルが組まれているが、2021年10月より「朝ナビ！」がFMみょうこう（及びJCVコミュニティチャンネル）と同時放送を開始した。
FMみょうこうとは異なり、自主製作番組がない時間はミュージックバードから配信される番組を放送しており、FM-Jがミュージックバードの配信を行っていたときは、大西貴文のTHE NITEなどFMみょうこう・FM-Jの両局で放送される番組もあれば、深夜放送は片方でミュージックバード・もう片方は自社制作の音楽番組を放送するという編成も行われていた。2022年4月以降、みょうこうはJ-WAVEへ切り替えたが、じょうえつはミュージックバードとなっており、番組カラーもより明確に分かれている。J-WAVEが設置しているサイトでは「FMじょうえつでも再送信開始」と書いてあるがこれは誤りである。
沿革
- 2021年（令和3年）4月1日 - 上越ケーブルビジョンが放送免許を譲り受け運営開始。

## 放送番組
- おらたちの青春ソング[12]
- 夢の途中（FM-J）にネット[13]
- くびき野フォーク村のフォークボックス（FM-J）にネット[14] - LINE BOX制作
- CSD RADIO（FM-J）にネット[15] - CLEAVE
- 瀬谷佑介の我家から（FM-J）にネット [16] - 瀬谷佑介
- HEAVY METAL JUNKIEEES!!!!（FM-J）にネット[17] - 布施・パーン藤井（BIRTHMARK）
- なんでもラジオ[18] - 新井高校放送部
- ヤマトから愛を込めて[19] - ブリッジバード内山（Bridgebird Uchiyama）
- S.yazawaのアコースティックらいふ[20] - S.yazawa

### 共同制作番組
※FMじょうえつ・上越ケーブルテレビ同時ネット
- 6:30 - 8:30　朝ナビ! [21]
- 11:30 - 14:00　ひるどきラジオぴっとイン！[22]
- 16:00 - 19:00　ふるぶる[23]